# British Bull Dog revolver

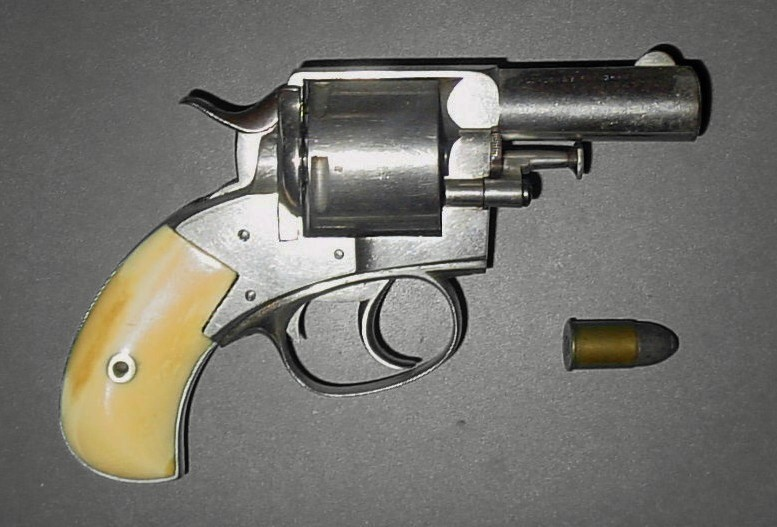
Um Webley .450 "British Bull Dog" (1870 circa).

O British Bull Dog, foi um revólver de bolso de corpo sólido lançado pela Philip Webley & Son of Birmingham da Inglaterra em 1872, e logo em seguida copiado por outros fabricantes na Europa continental e nos Estados Unidos. Ele tinha um cano de 2,5 polegadas (64 mm) e suportava cartuchos nos calibres .442 Webley ou .450 Adams, e cilindro com capacidade de cinco tiros. A Webley também produziu revólveres menores em versões para os calibres .320 Revolver e .380, mas não usou a designação "British Bull Dog" neles.